# Mite Cikarski
Mite Cikarski (mac. Мите Цикарски; ur. 6 stycznia 1993 w Strumicy) – północnomacedoński piłkarz grający na pozycji lewego obrońcy w północnomacedońskim klubie Akademija Pandew oraz reprezentacji Macedonii Północnej.

## Kariera piłkarska
Cikarski jest wychowankiem serbskiego klubu FK Partizan. Do ligi macedońskiej trafił latem 2011 roku, kiedy to został graczem Wardaru. Następnie grał w FK Rabotniczkach i Etnikosie Achna. W 2018 trafił do PAS Janina.

## Kariera reprezentacyjna
Cikarski w reprezentacji Macedonii zadebiutował 14 grudnia 2012 roku w towarzyskim meczu z Polską. Spędził na boisku pełne 90 minut. Do tej pory rozegrał w niej jeden mecz (stan na 18 kwietnia 2013).
| Mecze i gole w reprezentacji | Mecze i gole w reprezentacji | Mecze i gole w reprezentacji | Mecze i gole w reprezentacji | Mecze i gole w reprezentacji | Mecze i gole w reprezentacji | Mecze i gole w reprezentacji |
| #                            | Data                         | Stadion                      | Rywal                        | Wynik                        | Gol                          | Rozgrywki                    |
| 2012                         | 2012                         | 2012                         | 2012                         | 2012                         | 2012                         | 2012                         |
| ---------------------------- | ---------------------------- | ---------------------------- | ---------------------------- | ---------------------------- | ---------------------------- | ---------------------------- |
| 1.                           | 14.12.2012                   | Antalya, Turcja              | Polska                       | 1:4                          | 0                            | towarzyski                   |

## Sukcesy

### Klubowe
Wardar Skopje
- Mistrz Macedonii Północnej: 2011/2012, 2012/2013

FK Rabotniczki
- Zdobywca Pucharu Macedonii Północnej: 2014/2015